# Quorthon
Quorthon (născut Thomas Börje Forsberg pe 17 februarie 1966, Stockholm - decedat la cca. 7 iunie 2004, Stockholm) a fost un muzician suedez. A fost un multi-instrumentist precum și fondator și compozitor al trupei suedeze de black metal, Bathory - pionieră a genului. Este de asemenea creditat ca fondator al genului Viking metal. A compus muzica și versurile pe toate albumele Bathory.

## Discografie
- Album (1994)
- Purity of Essence (1997)
- When Our Day Is Through (1997)

## Legături externe
Materiale media legate de Quorthon la Wikimedia Commons